# Zhouomyia plauta
Zhouomyia plauta är en tvåvingeart som beskrevs av Ole Anton Saether och Wang 1993. Zhouomyia plauta ingår i släktet Zhouomyia och familjen fjädermyggor.
Artens utbredningsområde är Guangdong (Kina). Inga underarter finns listade i Catalogue of Life.